# Gintrac
Gintrac település Franciaországban, Lot megyében. Lakosainak száma 95 fő (2022. január 1.). Gintrac Carennac, Loubressac, Miers, Padirac, Prudhomat és Tauriac községekkel határos.

## Népesség
A település népességének változása:
| Lakosok száma | 85   | 88   | 89   | 104  | 111  | 108  | 103  | 104  | 105  | 95   |
|               | 1968 | 1982 | 1990 | 2006 | 2013 | 2015 | 2017 | 2019 | 2020 | 2022 |